# Didier Defourny
Didier Defourny, né le 18 juin 1966 à Liège, est un pilote automobile belge de compétitions essentiellement sur circuits pour voitures de Tourisme, monoplaces, et voitures de Grand Tourisme. 

## Biographie
Sa carrière s'étale de 1989 à 2004, successivement en Coupe de France Renault 5, Formule Opel, Championnat de France de Formule Renault, Championnat de France de Formule 3, Coupe de France Renault Clio, Belgian Procar (victoires à Zandvort et Spa en 1999, sur Viper), Championnat FIA GT, et Championnat de France FFSA GT.
Il remporte les 24 Heures de Spa en 2000 avec ses compatriotes Frédéric Bouvy et Kurt Mollekens sur Peugeot 306 GTI pour le Kronos Racing (déjà 3e en 1996, alors sur BMW 318i), puis le Championnat FFSA GT 2003 sur Chrysler Viper GTS-R préparée par Larbre Compétition avec le français Patrice Goueslard (1 victoire à Nogaro et 2 à Val de Vienne, en 14 courses). Il participe également avec la Viper aux 24 Heures du Mans 2000 pour l'écurie de Paul Belmondo.